# Mariam Abdul-Rashid
Mariam Abdul-Rashid (* 21. September 1997 in Ajax, Ontario) ist eine kanadische Leichtathletin, die sich auf den 100-Meter-Hürdenlauf spezialisiert hat.

## Sportliche Laufbahn
Erste internationale Erfahrungen sammelte Mariam Abdul-Rashid im Jahr 2013, als sie bei den Jugendweltmeisterschaften in Donezk mit 56,70 s im Halbfinale im 400-Meter-Lauf ausschied und mit der kanadischen Sprintstaffel (1000 Meter) in 2:08,59 min den fünften Platz belegte. Im Jahr darauf gelangte sie bei den Juniorenweltmeisterschaften in Eugene mit 57,42 s auf Rang fünf im 400-Meter-Hürdenlauf und 2016 schied sie bei den U20-Weltmeisterschaften in Bydgoszcz mit 13,70 s im Halbfinale über 100 Meter Hürden aus und belegte über 400 Meter Hürden in 59,66 s den achten Platz. Sie studierte in den Vereinigten Staaten an der University of Texas at Austin und 2019 gewann sie bei den U23-NACAC-Meisterschaften in Santiago de Querétaro in 13,23 s die Bronzemedaille hinter den US-Amerikanerinnen Tonea Marshall und Chanel Brissett. 2023 schied sie dann bei den Weltmeisterschaften in Budapest mit 13,04 s in der ersten Runde aus und im Jahr darauf schied sie bei den Hallenweltmeisterschaften in Glasgow mit 7,99 s im Halbfinale über 60 Meter Hürden aus. Im August nahm sie an den Olympischen Sommerspielen in Paris teil und schied dort mit 12,60 s im Halbfinale über 100 m Hürden aus.
2024 wurde Abdul-Rashid kanadische Meisterin im 100-Meter-Hürdenlauf.

## Persönliche Bestzeiten
- 100 m Hürden: 12,60 (+0,5 m/s), 9. August 2024 in Paris
  - 60 m Hürden (Halle): 7,99 s, 3. März 2024 in Glasgow
- 400 m Hürden: 57,40 s, 29. März 2018 in Austin